# Kingdonella
Kingdonella is een geslacht van rechtvleugeligen uit de familie veldsprinkhanen (Acrididae). De wetenschappelijke naam van dit geslacht is voor het eerst geldig gepubliceerd in 1933 door Uvarov.

## Soorten
Het geslacht Kingdonella omvat de volgende soorten:
- Kingdonella afurcula Yin, 1984
- Kingdonella bicollina Yin, 1984
- Kingdonella conica Yin, 1984
- Kingdonella hanburyi Uvarov, 1939
- Kingdonella kozlovi Mishchenko, 1952
- Kingdonella longiconica Yin, 1984
- Kingdonella magna Yin, 1984
- Kingdonella modesta Uvarov, 1939
- Kingdonella nigrofemora Yin, 1984
- Kingdonella nigrotibia Zheng, 1990
- Kingdonella parvula Yin, 1984
- Kingdonella pictipes Uvarov, 1935
- Kingdonella pienbaensis Zheng, 1980
- Kingdonella qinghaiensis Zheng, 1990
- Kingdonella rivuna Huang, 1981
- Kingdonella saxicola Uvarov, 1939
- Kingdonella wardi Uvarov, 1933